# ناقصة مثقبة
ناقصة مثقبة (الاسم العلمي:Amorpha perforata) هي نوع نباتي يتبع جنس الناقصة من فصيلة البقولية.